# ميدك تو ميدك
برنامج ميدك تو ميدك (Medic to Medic) (والمعروف أيضًا باسمي إم تو إم (M2M) وميدك 2 ميدك (Medic 2 Medic)) هو برنامج تابع للمؤسسة الدولية للتعليم الطبي (IMET 2000)، وهي مؤسسة خيرية بريطانية تقدم التعليم الطبي في جميع أنحاء العالم.

## معلومات تاريخية
تأسس هذا البرنامج على يد د. كيت ماندفيل (Kate Mandeville) وأصبح تابعًا للمؤسسة الدولية للتعليم الطبي لمجابهة العجز في عدد العاملين بمجال الرعاية الصحية، فضلاً عن أنه وسيلة لمساعدة الطلاب الذين خاطروا بترك دراستهم بكليات الطب بسبب ما يعانونه من فقر. ومنذ بدايته في عام 2007، أقام هذا البرنامج مشروعات في مالاوي وأوغندا.

## الأنشطة الرئيسية
يهدف برنامج ميدك تو ميدك إلى تخفيف وطأة الضائقة المالية التي يعاني منها الطلاب مما يسمح لهم باستكمال دراساتهم. ومع الأخذ في الاعتبار عدد الأخصائيين الذين يهاجرون بحثًا عن فرص وظيفية أفضل، يهدف برنامج ميدك تو ميدك أيضًا إلى زيادة عدد العاملين في مجال الصحة داخل البلاد. ويقيم البرنامج روابط بين الطلاب والمتبرعين المستقلين بطريقة أشبه بنماذج رعاية الأطفال الشهيرة الأخرى. كما أن التوجيه الإلكتروني من قِبل الأخصائيين البريطانيين جزء من هذا البرنامج.
في مالاوي، يدعم البرنامج تدريب الطلاب ليصبحوا أطباء أو عاملين في المهن الصحية المساعدة في كلية الطب بمالاوي (Malawi College of Medicine) وكلية العلوم الصحية بمالاوي (Malawi College of Health Sciences). وفي أوغندا، يعمل البرنامج بالتعاون مع جامعة ماكريري (Makerere University) وجامعة جولو (Gulu University) لدعم معظم الطلاب المحتاجين، خاصة الطلاب من شمال أوغندا.
يشارك طلاب الطب في بعض الجامعات البريطانية في أنشطة لجمع التبرعات والرعاية والدعم التوجيهي في هذا المجال خلال فصل الصيف.